# Пам'ятки історії Козельщинського району
У Козельщинському районі Полтавської області нараховується 49 пам'яток історії.
| #   | назва                                                                                     | адреса                                         | роки події            | роки встановлення        | автор                                   | матеріали                   | розміри                       | рішення                                                                        |
| --- | ----------------------------------------------------------------------------------------- | ---------------------------------------------- | --------------------- | ------------------------ | --------------------------------------- | --------------------------- | ----------------------------- | ------------------------------------------------------------------------------ |
| 1.  | Братська могила учасників встановлення радянської влади                                   | смт Козельщина, кладовище                      | 1919                  | 1957                     | Місцеві майстри                         | обеліск – метал             | вис. 2,0 м                    | –                                                                              |
| 2.  | Братська могила радянських воїнів, пам’ятний знак полеглим воїнам-землякам                | смт Козельщина, парк, меморіальний комплекс    | 1941, 1943, 1941–1945 | 1954                     | ск. О.Щербина                           | залізобетон, цегла, граніт  | вис. ск. – 2,5 м,пост. –3,7 м | –                                                                              |
| 3.  | Могила невідомого радянського воїна                                                       | смт Козельщина, кладовище                      | 1943                  | 1972                     | Місцеві майстри                         | обеліск – цегла             | вис. 2,0 м                    | –                                                                              |
| 4.  | Братська могила підпільників і воїна                                                      | смт Козельщина, кладовище                      | 1941                  | 1975                     | Місцеві майстри                         | стела – граніт              | вис. 1,2 м                    | –                                                                              |
| 5.  | Братська могила радянських воїнів, пам’ятний знак полеглим воїнам-землякам                | с. Михайлики, меморіальний комплекс            | 1941, 1943, 1941–1945 | 1957                     | Харківський скульптурний комбінат       | залізобетон, цегла оштук    | вис. ск. – 2,5 м,пост. –3,0 м | –                                                                              |
| 6.  | Братська могила радянських воїнів, пам’ятний знак полеглим воїнам-землякам                | с. Омельниче, кладовище, меморіальний комплекс | 1941, 1943, 1941–1945 | 1957                     | Місцеві майстри                         | обеліск – цегла оштук.      | вис. 3,5 м                    | –                                                                              |
| 7.  | Братська могила радянських воїнів, пам’ятний знак полеглим воїнам-землякам                | с. Нова Галещина, меморіальний комплекс        | 1941, 1943, 1941–1945 | 1959                     | ск. І.Лось                              | залізобетон, цегла оштук    | вис. ск. – 2,8 м,пост. –2,2 м | –                                                                              |
| 8.  | Братська могила радянських воїнів                                                         | с. Велика Безуглівка, кладовище                | 1943                  | 1958                     | Харківський скульптурний комбінат       | залізобетон, цегла оштук    | вис. ск. – 2,5 м,пост. –2,5 м | –                                                                              |
| 9.  | Братська могила учасників встановлення радянської влади і радянських воїнів               | с. Солониця                                    | 1921, 1943            | 1957                     | ск. О.Щербина                           | залізобетон, цегла, граніт  | вис. ск. – 2,8 м,пост. –2,5 м | –                                                                              |
| 10. | Меморіальна дошка на будинку школи, в якій навчався Герой Радянського Союзу С.М.Нагнибіда | с. Солониця                                    | 1913–1917             | 1978 мем. дошка – граніт | –                                       | одноповерховий глино-битний | пл. 420 м2                    | Постанова бюро Полтавського обкому партії і облвиконкому№ 20 від 14.03.1975 р. |
| 11. | Пам’ятник учасникам встановлення радянської влади                                         | с. Бреусівка                                   | 1917–1921             | 1971                     | Харківський скульптурний комбінат       | залізобетон, цегла оштук    | вис. ск. – 2,6 м,пост. –0,9 м | –                                                                              |
| 12. | Братська могила радянських воїнів, пам’ятний знак полеглим воїнам-землякам                | с. Бреусівка, меморіальний комплекс            | 1941, 1943, 1941–1945 | 1957                     | ск. О.Щербина                           | залізобетон, граніт         | вис. ск. – 2,5 м,пост. –3,0 м | –                                                                              |
| 13. | Братська могила радянських воїнів, пам’ятний знак полеглим воїнам-землякам                | с. Олександрівка Друга, меморіальний комплекс  | 1943, 1941–1945       | 1957                     | ск. О.Савельєв                          | залізобетон, цегла оштук    | вис. ск. – 2,3 м,пост. –2,8 м | –                                                                              |
| 14. | Братська могила радянських воїнів, пам’ятний знак полеглим воїнам-землякам                | с. Сушки, меморіальний комплекс                | 1941, 1943, 1941–1945 | 1959                     | ск. Я. Рик, арх. Н. Клейн               | залізобетон, граніт         | вис. ск. – 2,5 м,пост. –2,5 м | –                                                                              |
| 15. | Братська могила радянських воїнів, пам’ятний знак полеглим воїнам-землякам                | с. Улинівка, меморіальний комплекс             | 1941, 1943, 1941–1945 | 1960                     | ск. Г.Жуковська                         | залізобетон, цегла оштук    | вис. ск. – 2,5 м,пост. –3,0 м | –                                                                              |
| 16. | Братська могила радянських воїнів                                                         | с. Чапаївка                                    | 1941, 1943            | 1957                     | ск. О.Супрун, А. Білостоцький           | залізобетон, цегла оштук    | вис. ск. – 2,5 м,пост. –1,8 м | –                                                                              |
| 17. | Братська могила радянських воїнів                                                         | с. Василівка                                   | 1943                  | 1954                     | Харківський скульптурний комбінат       | залізобетон, цегла оштук    | вис. ск. – 2,8 м,пост. –3,4 м | –                                                                              |
| 18. | Дві братських могили радянських воїнів                                                    | с. Василівка, кладовище                        | 1941                  | 1958                     | Місцеві майстри                         | обеліск – метал             | вис. 2,2 м                    | –                                                                              |
|     | Група могил (2) учасників встановлення радянської влади Леонтія і Артема Геращенків       | с. Василівка, кладовище                        |                       |                          |                                         |                             |                               |                                                                                |
| 19. | Могила українського художника І.К.Дряпаченка                                              | с. Василівка, кладовище                        | 1882 – 1936           | 1960                     | Місцеві майстри                         | хрест – метал               | вис. 1,7 м                    | –                                                                              |
| 20. | Братська могила радянських воїнів                                                         | с. Вишняки                                     | 1943                  | 1954                     | Харківський скульптурний комбінат       | залізобетон, цегла оштук    | вис. ск. – 2,8 м,пост. –3,4 м | –                                                                              |
| 21. | Могила учасника встановлення радянської влади Л.Г.Михайленка                              | с. Гайове                                      | 1898–1920             | 1979                     | Місцеві майстри                         | стела – граніт              | вис. 1,5 м                    | –                                                                              |
| 22. | Братська могила радянських воїнів, пам’ятний знак полеглим воїнам-землякам                | с. Трудовик, меморіальний комплекс             | 1941, 1943, 1941–1945 | 1957                     | ск. О.Савельєв                          | залізобетон, граніт         | вис. ск. – 2,9 м,пост. –2,8 м | –                                                                              |
| 23. | Братська могила радянських воїнів                                                         | с. Висока Вакулівка                            | 1943                  | 1958                     | ск. Я. Рик, арх. Н. Клейн               | залізобетон, цегла оштук    | вис. ск. – 2,8 м,пост. –2,5 м | –                                                                              |
| 24. | Братська могила радянських воїнів                                                         | с. Довге                                       | 1941, 1943            | 1957                     | ск. О.Савельєв                          | залізобетон, цегла оштук    | вис. ск. – 2,8 м,пост. –2,5 м | –                                                                              |
| 25. | Братська могила радянських воїнів                                                         | с. Говтва                                      | 1943                  | 1957                     | ск. О.Щербина                           | залізобетон, граніт         | вис. ск. – 2,6 м,пост. –2,4 м | –                                                                              |
| 26. | Братська могила радянських воїнів                                                         | с. Буняківка                                   | 1941, 1943            | 1957                     | ск. О.Щербина                           | залізобетон, граніт         | вис. ск. – 2,8 м,пост. –2,4 м | –                                                                              |
| 27. | Братська могила радянських воїнів                                                         | с. Приліпка                                    | 1943                  | 1959                     | ск. О.Савельєв                          | залізобетон, граніт         | вис. ск. – 2,8 м,пост. –2,6 м | –                                                                              |
| 28. | Братська могила радянських воїнів, пам’ятний знак полеглим воїнам-землякам                | с. Лутовинівка, меморіальний комплекс          | 1941, 1943, 1941–1945 | 1959                     | ск. Денисенко                           | залізобетон, граніт         | вис. ск. – 2,8 м,пост. –2,4 м | –                                                                              |
| 29. | Могила радянського воїна                                                                  | с. Лутовинівка                                 | 1943                  | 1958                     | Місцеві майстри                         | обеліск – метал             | вис. 1,8 м                    | –                                                                              |
| 30. | Пам’ятний знак полеглим воїнам-землякам                                                   | с. Задовге                                     | 1941–1945             | 1975                     | Місцеві майстри                         | обеліск – метал             | вис. 3,5 м                    | –                                                                              |
| 31. | Братська могила учасників встановлення радянської влади                                   | с. Верхня Мануйлівка, кладовище                | 1920                  | 1973                     | Місцеві майстри                         | обеліск – гранітна крихта   | вис. 1,7 м                    | –                                                                              |
| 32. | Братська могила радянських воїнів                                                         | с. Верхня Мануйлівка, кладовище                | 1941, 1943            | 1958                     | ск. О.Савельєв                          | залізобетон, граніт         | вис. ск. – 2,8 м,пост. –3,0 м | –                                                                              |
| 33. | Меморіальна дошка на честь перебування М.Горького у селі                                  | с. Верхня Мануйлівка                           | 1897–1900             | 1966                     | Полтавські художньо-виробничі майстерні | мармур                      | 0,55 х 0,4                    | –                                                                              |
| 34. | Братська могила радянських воїнів                                                         | с. Дяченки                                     | 1943                  | 1958                     | ск. Я. Рик, арх. Н. Клейн               | залізобетон, граніт         | вис. ск. – 2,5 м,пост. –2,5 м | –                                                                              |
| 35. | Братська могила радянських воїнів                                                         | с. Бригадирівка                                | 1941                  | 1953                     | ск. О.Щербина                           | залізобетон, граніт         | вис. ск. – 2,6 м,пост. –2,5 м | –                                                                              |
| 36. | Братська могила радянських воїнів                                                         | с. Дзюбанівка                                  | 1941                  | 1959                     | ск. О.Савельєв                          | залізобетон, граніт         | вис. ск. – 2,6 м,пост. –2,6 м | –                                                                              |
| 37. | Братська могила радянських воїнів                                                         | с. Рибалки                                     | 1941, 1943            | 1957                     | ск. О.Щербина                           | залізобетон, граніт         | вис. ск. – 2,6 м,пост. –2,5 м | –                                                                              |
| 38. | Братська могила радянських воїнів, пам’ятний знак полеглим воїнам-землякам                | с. Піски, меморіальний комплекс                | 1941, 1943, 1941–1945 | 1957                     | ск. О.Щербина                           | залізобетон, цегла оштук    | вис. ск. – 2,8 м,пост. –2,6 м | –                                                                              |
| 39. | Братська могила радянських воїнів                                                         | с. Йосипівка                                   | 1943                  | 1957                     | ск. О.Щербина                           | залізобетон, граніт         | вис. ск. – 2,8 м,пост. –2,5 м | –                                                                              |
| 40. | Братська могила радянських воїнів                                                         | с. Пригарівка                                  | 1941,1943             | 1959                     | ск. О.Щербина                           | залізобетон, граніт         | вис. ск. – 2,8 м,пост. –2,6 м | –                                                                              |
| 41. | Братська могила радянських воїнів                                                         | с. Андрійки                                    | 1941                  | 1960                     | ск. О.Щербина                           | залізобетон, граніт         | вис. ск. – 2,5 м,пост. –2,5 м | –                                                                              |
| 42. | Братська могила радянських воїнів                                                         | с. Булахи                                      | 1943                  | 1954                     | Харківський скульптурний комбінат       | залізобетон, граніт         | вис. ск. – 2,5 м,пост. –2,5 м | –                                                                              |
| 43. | Дві братські могили радянських воїнів                                                     | с. Панасівка, кладовище                        | 1943                  | 1964                     | Місцеві майстри                         | обеліск – метал, цегла      | вис. 1,8 м                    | –                                                                              |
| 44. | Братська могила радянських воїнів                                                         | с. Пашківка                                    | 1943                  | 1957                     | ск. О.Супрун, А. Білостоцький           | залізобетон, цегла оштук.   | вис. ск. – 2,5 м,пост. –3,0 м | –                                                                              |
| 45. | Братська могила учасників встановлення радянської влади                                   | с. Хорішки, біля школи                         | 1919–1920             | 1957                     | Місцеві майстри                         | обеліск – цегла оштук.      | вис. 1,7 м                    | –                                                                              |
| 46. | Братська могила радянських воїнів, пам’ятний знак полеглим воїнам-землякам                | с. Хорішки, меморіальний комплекс              | 1941, 1943, 1941–1945 | 1956                     | ск. О.Савельєв                          | залізобетон, цегла оштук.   | вис. ск. – 2,8 м,пост. –2,6 м | –                                                                              |
| 47. | Могила вченого-математика академіка М.В.Остроградського                                   | с. Пашенівка                                   | 1801–1862             | 1986                     | арх.Ф.В.Квас                            | обеліск – граніт, бронза    | вис. 1,8 м                    | –                                                                              |
| 48. | Братська могила радянських воїнів                                                         | с. Юрки                                        | 1943                  | 1957                     | ск. О.Савельєв                          | залізобетон, цегла оштук.   | вис. ск. – 2,8 м,пост. –2,9 м | –                                                                              |
| 49. | Пам’ятний знак на місці будинку, де народився і жив український письменник А.В.Головко    | с. Юрки                                        | 1897–1972             | 1977                     | Місцеві майстри                         | обеліск – граніт            | вис. 1,8 м                    | –                                                                              |